# Robert Geete
Knut Robert Geete, född 1849 i Stockholm, död 10 mars 1928, var en svensk biblioteksman och språkforskare.
Geete ingick 1875 i Kungliga biblioteket, och var 1909–1916 1:e bibliotekarie och föreståndare för handskriftsavdelningen. Geete har bland annat utgett Ordklyfverier (1888), ett allmänt läst, populärt hållet språkvetenskapligt arbete. Vidare Fornsvensk bibliografi (i Svenska fornskriftssällskapets samlingar, (1903, supplement 1919), Svenska böner från medeltiden efter gamla handskrifter (1907–1909) och Ur språklådan (1924), samt många för noggrannhet utmärkta publikationer om fornsvenska texter med inledningar och handskriftsredogörelser, intagna i Svenska fornskriftssällskapets samlingar. Han har även utgett en normaliserad upplaga av den fornsvenska Um styrilsi kununga ok höfþinga (1878). Under pseudonymen "Knut Porse" utgav Geete diktcykeln Heliga Birgittas ungdomssaga (1919).

## Priser och utmärkelser
- 1913 – Kungliga priset